# Karol Skarbek-Kiełłczewski
Karol Skarbek-Kiełłczewski (ur. 25 sierpnia 1891, zm. 16 sierpnia 1925 w Grodnie) – kapitan artylerii Wojska Polskiego, kawaler Orderu Virtuti Militari.

## Życiorys
Urodził się 25 sierpnia 1891. Miał brata i siostry.
Do Wojska Polskiego został przyjęty z byłych Korpusów Wschodnich i byłej armii rosyjskiej z zatwierdzeniem stopnia porucznika. Służył w 8 Pułku Artylerii Polowej. W jego szeregach walczył w czasie wojny z bolszewikami. Początkowo jako oficer 4. baterii, a później jej dowódca.
3 maja 1922 został zweryfikowany w stopniu kapitana ze starszeństwem od 1 czerwca 1919 i 146. lokatą w korpusie oficerów artylerii. Później został przeniesiony do 23 Pułku Artylerii Polowej w Będzinie na stanowisko pełniącego obowiązki dowódcy III dywizjonu detaszowanego w Żorach. W 1924 pełnił służbę w 29 Pułku Artylerii Polowej w Grodnie na stanowisku pełniącego obowiązki dowódcy II dywizjonu. Zmarł nagle 16 sierpnia 1925 w Grodnie.
Był żonaty, miał syna. Został pochowany na cmentarzu wojskowym w Grodnie.

## Ordery i odznaczenia
- Krzyż Srebrny Orderu Wojskowego Virtuti Militari – 26 marca 1921[10][11][12][13][14]
- Krzyż Walecznych[11][12][15]